# Vosgi
I Vosgi (/ˈvɔzʤi/; in francese Vosges /voːʒ/, in tedesco Vogesen, D'Vogese nel locale dialetto alsaziano, tutti correlati al teonimo pagano Vosego) sono una catena montuosa dell'Europa centro-occidentale, che si estende lungo il lato occidentale della valle del Reno in direzione nord-ovest, da Belfort a Magonza (Germania).
Dal punto di vista geografico i Vosgi sono compresi completamente nel territorio francese, con il Col de Saverne che li separa dal Pfälzer Wald, la Foresta Palatina. Tuttavia, se si considera l'aspetto geologico, alcune sezioni della Foresta Palatina appartengono ai Vosgi e infatti la sezione francese del Pfälzer Wald è comunemente vista come parte del gruppo settentrionale dei Vosgi.

## Caratteristiche

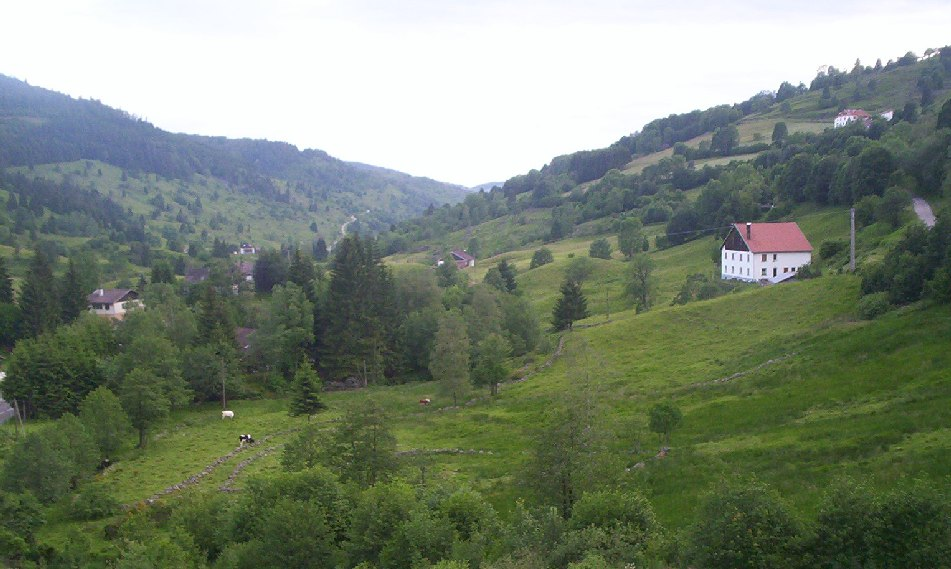
Paesaggio nella valle di Chajoux, La Bresse.

Dal 1871 al 1918 l'area meridionale dei Vosgi, dal Ballon d'Alsace al Monte Donon, ha svolto funzioni di separazione (anche linguistica) tra la Francia e la Germania. Ci sono notevoli somiglianze fra questa catena e i rilievi corrispondenti situati nell'altro versante della valle del Reno, nella Foresta Nera: entrambi i gruppi montuosi si innalzano alla stessa latitudine e presentano la stessa conformazione geologica ed entrambi si caratterizzano per le foreste presenti nei loro versanti più bassi, sopra le quali si estendono pascoli e cime arrotondate di un'altezza pressoché uniforme. Entrambe le catene presentano rive scoscese verso il fiume Reno, mentre scollinano più dolcemente nel versante opposto. La sezione meridionale dei Vosgi è costituita principalmente da granito, con alcune rocce porfiriche di un tipo di arenaria rossa che hanno fatto attribuire al versante occidentale il nome francese di grès Vosgien.
Importanti corsi d'acqua che nascono in questa regione sono il Saar e il Bruche.

## Suddivisioni

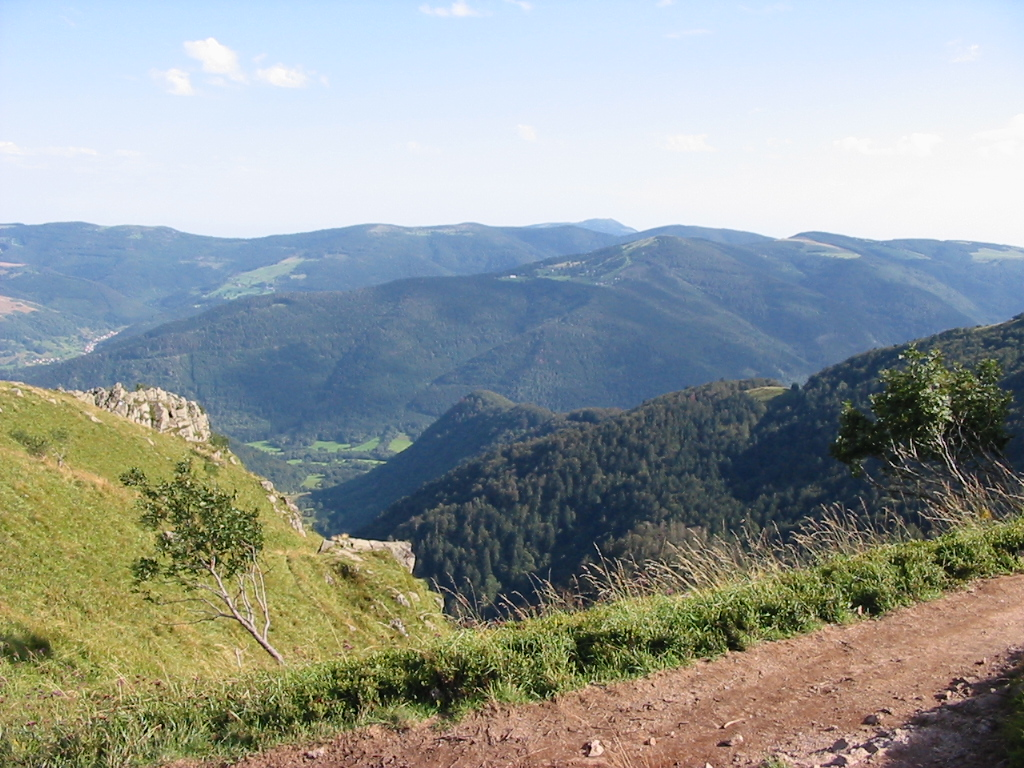
Versante alsaziano del massiccio di Hohneck.

La catena è suddivisa da sud a nord in quattro sezioni: i Grandes Vosges, che si estendono da Belfort alla valle di Bruche; i Vosgi centrali, tra Bruche e il Col de Saverne; i Vosgi inferiori, tra il Col de Saverne e la sorgente del fiume alsaziano Lauter; e infine il sottogruppo Hardt. Le cime arrotondate dei Grandes Vosges vengono chiamate ballons.
I dipartimenti dei Vosgi e dell'Alta Saona sono divisi dall'Alsazia e dal territorio di Belfort dal Ballon d'Alsace o St Maurice (1250 m s.l.m.). Da questa zona verso nord l'altitudine media della catena è 915 m s.l.m., con la cima più alta, il Ballon de Guebwiller, nell'est della catena alto 1424 m s.l.m. Il Col de Saales, tra i Grandes Vosges e la sezione centrale, è un colle vicino ai 580 m s.l.m.; quest'ultimo è molto più basso dei rilievi dei Grandes Vosges, con il Mont Donon (1008 m s.l.m.) che ne rappresenta il punto più elevato.
La ferrovia che da Parigi conduce a Strasburgo, il Canale del Reno e dalla Marna attraversano il Col de Saverne. Non ci sono ferrovie lungo i Vosgi tra Saverne e Belfort, ma ci sono strade percorribili lungo i valichi di Bussang da Remiremont a Thann, il passo della Schlucht (1149 m) da Gérardmer a Munster, il Col du Bonhomme da St Dié a Colmar e il passo da St Die a Sainte-Marie-aux-Mines. I Vosgi inferiori sono costituiti da un altopiano di arenaria compreso tra i 305 m e i 565 m e sono attraversati dalla ferrovia che da Hagenau conduce a Sarreguemines e difesi dalla fortezza di Bitche.

## Clima

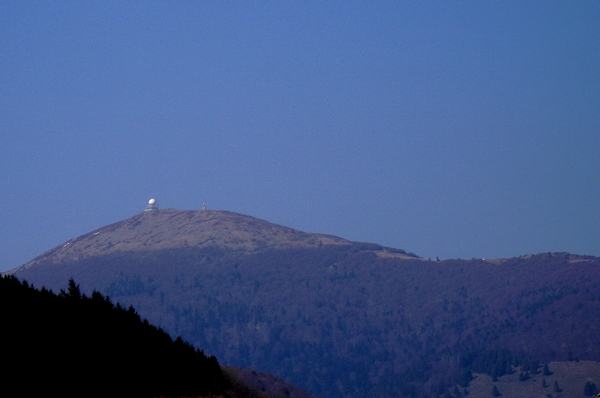
Grand Ballon

Dal punto di vista meteorologico la differenza tra i versanti orientali e occidentali dei Vosgi è molto marcata, in quanto le precipitazioni annuali sono molto maggiori nella sezione occidentale mentre le temperature sono maggiori in quella orientale . Nelle pendenze orientali la vite riesce a produrre uva ad un'altezza di 396 m; dal versante opposto l'unico fiume presente è l'Ill, con alcuni corsi d'acqua minori. La Mosella, il fiume Meurthe e la Saar si sviluppano tutti sul lato della Lorena. Morene e rocce lucide e levigate testimoniano l'esistenza nel passato di ghiacciai, che un tempo coprivano i rilievi dei Vosgi. I laghi, attorniati da abeti, pini, faggi e aceri, i verdi prati che garantiscono il pascolo per numerosi capi di mucche e i paesaggi sulla valle del Reno, la Foresta Nera e le montagne svizzere ricoperte di neve rendono questo distretto montuoso pittoresco.

## Castelli
Lungo le alture più basse della catena lungo il lato alsaziano sono numerosi i castelli, di solito in rovina. In molti punti della cresta principale, specialmente a St Odile presso Ribeauvillé (Rappoltsweiler), si possono notare i resti di un muro costruito a secco, chiamato il vallo pagano (Mur Païen). Il muro è stato utilizzato per difesa durante il Medioevo e gli archeologi non concordano se esso sia stato costruito dai Romani o prima del loro arrivo.

## Rilievi maggiori

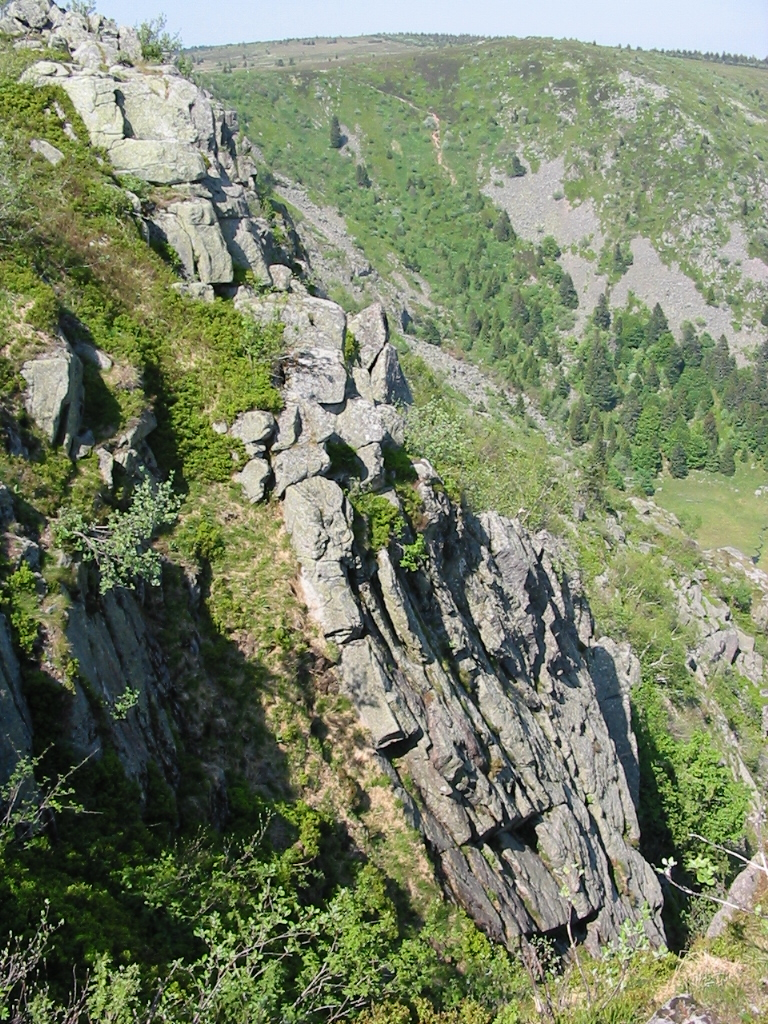
La faglia della Fossa Renana.

- Grand Ballon 1424 m s.l.m.
- Storkenkopf 1366 m.
- Hohneck 1364 m.
- Kastelberg 1350 m.
- Klinskopf 1330 m.
- Rothenbachkopf 1316 m.
- Lauchenkopf 1314 m.
- Batteriekopf 1311 m.
- Haut de Falimont 1306 m.
- Gazon du Faing 1306 m.
- Gazon du Faîte 1303 m.
- Ringbuhl 1302 m.
- Soultzereneck 1302 m.
- Petit Ballon 1272 m.
- Ballon d'Alsace 1247 m.
- Ballon de Servance 1216 m.
- Col de la Schlucht 1139 m.
- Champ du Feu 1099 m.
- Donon 1008 m.

## Laghi, stagni e torbiere lacustri
Gli specchi d'acqua si presentano sotto forme diverse, siano esse di origine naturale o dovute a creazioni artificiali mediante sbarramenti, più o meno recenti.
I principali, in ordine di altezza sul livello del mare (tra parentesi), sono: 
- lago delle trote, lago o stagno del Forlet (1061 m)
- stagno-torbiera del Frankenthal o stagno  m)
- lago di Soultzeren o lago Verde (1044 m)
- stagno de la Cuve (1010 m)
- lago del Ballon (986 m)
- stagno-torbiera di Machais (983  m)
- lago delle Perches (983  m)
- lago di Blanchemer (980  m)
- lago Nero (954  m)
- lago della Lauch (930  m)
- lago Altenweiher (920  m)
- lago Schiessrothried (920  m)
- stagno delle Faignes sotto Vologne (918  m)
- lago di Lispach o stagno torbiera de Lispach (900  m)
- lago delle Corbeaux (887  m)
- stagno dei Roseaux (863  m)

- stagno o lago serbatoio della Ténine (858  m)
- Petit Neuweiher (810  m) e Grand Neuweiher (820  m)
- lago di Fischbœdle (800  m)
- lago-serbatoio delle Faignes de la Lande (780  m)
- lago di Retournemer (776  m)
- lago Lachtelweiher (750  m)
- lago di Longemer (736  m)
- stagno del Rudlin o des Dames (698  m)
- lago della Maix (675  m)
- lago di Gérardmer (660  m)
- lago d'Alfeld (619  m)
- lago di Kruth-Wildenstein (546  m)
- lago di Sewen (501  m)
- lago artificiale di Pierre-Perçée o lago del Vieux Pré (387  m al massimo)
- lago dello sbarramento o base del diporto di Celles-sur-Plaine (308  m)